# Arusha (Region)
Arusha ist eine der 31 Verwaltungsregionen Tansanias. Die Hauptstadt und die größte Stadt ist Arusha.

## Geographie
Die Region ist 37.576 Quadratkilometer groß und hat rund 2,4 Millionen Einwohner (Zählung 2022), was einer Bevölkerungsdichte von 63 Personen je Quadratkilometer entspricht.
Im Nordwesten liegt die Serengeti Ebene, im Süden die Massai-Steppe, die von einzelnen Gneishügeln unterbrochen wird. Durch den zentralen Teil zieht sich der Ostafrikanische Graben, wo Lavaebenen und Vulkane entstanden, wie auch der höchste Berg der Region, der Mount Meru mit einer Höhe von 4566 Meter und der aktive Vulkan Ol Doinyo Lengai.

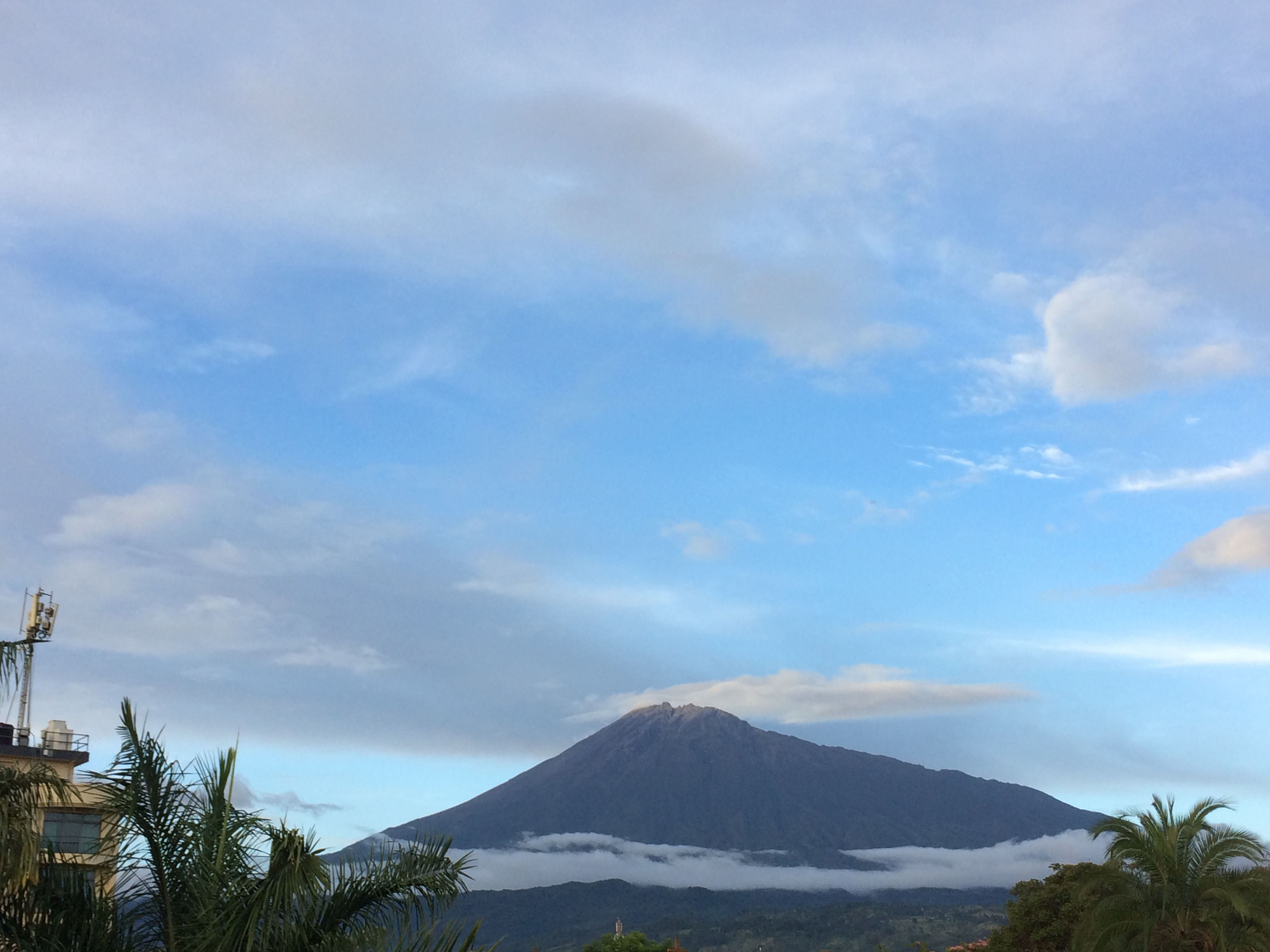
Mount Meru

Dadurch ergeben sich unterschiedliche Vegetationsformen, von bewaldeten Savannen über Bergwälder zu alpinen Gebieten.

### Klima
Der jährliche Niederschlag geht von 500 Millimeter in den semi-ariden Ebenen bis zu 1800 Millimeter auf dem Mount Meru. Das Klima ist mild und gemäßigt, nach der effektiven Klimaklassifikation entspricht das Cw, einem subtropisches Gebirgsklima. Die Niederschläge sind sehr ungleich über das Jahr verteilt, im Jahresdurchschnitt fallen 1103 Millimeter in der Stadt Arusha.

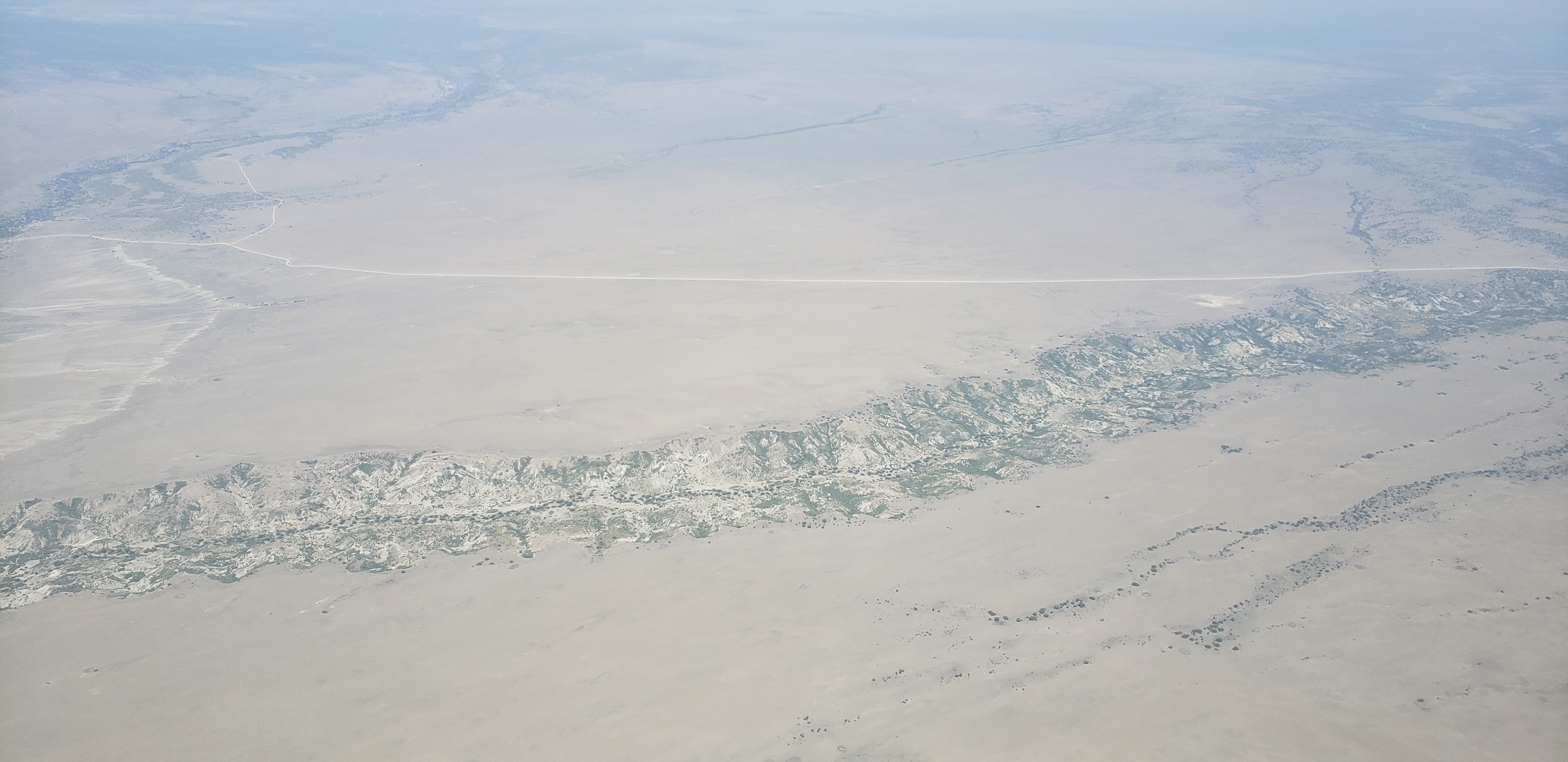
Luftaufnahme der Olduvai-Schlucht

|                        | Jan  | Feb  | Mär  | Apr  | Mai  | Jun  | Jul  | Aug  | Sep  | Okt  | Nov  | Dez  |   |      |
| Mittl. Temperatur (°C) | 20,2 | 20,8 | 20,9 | 20,2 | 18,8 | 17,4 | 16,5 | 17,3 | 18,4 | 19,9 | 20,4 | 20,2 | ⌀ | 19,2 |
| Mittl. Tagesmax. (°C)  | 27,2 | 28   | 28,9 | 24,7 | 22,9 | 22   | 21,2 | 22,5 | 24,4 | 26,4 | 26,3 | 26,4 | ⌀ | 25,1 |
| Mittl. Tagesmin. (°C)  | 13,3 | 13,6 | 15   | 15,7 | 14,7 | 12,8 | 11,9 | 12,2 | 12,5 | 13,5 | 14,5 | 14   | ⌀ | 13,6 |
|                        |      |      |      |      |      |      |      |      |      |      |      |      |   |      |
| Niederschlag (mm)      | 67   | 73   | 153  | 331  | 154  | 27   | 12   | 13   | 14   | 34   | 121  | 104  | Σ | 1103 |

| 13,3 |

| 13,6 |

| 15 |

| 15,7 |

| 14,7 |

| 12,8 |

| 11,9 |

| 12,2 |

| 12,5 |

| 13,5 |

| 14,5 |

| 14 |

| 13,3 |

| 13,6 |

| 15 |

| 15,7 |

| 14,7 |

| 12,8 |

| 11,9 |

| 12,2 |

| 12,5 |

| 13,5 |

| 14,5 |

| 14 |

### Nachbarregionen
Die Region grenzt im Norden an die Republik Kenia und im Uhrzeigersinn an die fünf Regionen Kilimandscharo, Manyara, Singida, Simiyu und Mara.
| Mara    | Kenia                                       |                |
| Simiyu  | Kompassrose, die auf Nachbargemeinden zeigt | Kilimandscharo |
| Singida | Manyara                                     |                |

## Geschichte
In der Olduvai-Schlucht nahe dem Ngorongoro-Krater wurden frühmenschliche Schädelknochen gefunden. Nach dem Beginn der christlichen Zeitrechnung wanderten von Norden nilotische Stämme in das Gebiet ein.
Im Jahr 1900, als das Gebiet Teil von Deutsch-Ostafrika war, wurde die Stadt Arusha gegründet. Der Name geht auf den lokalen Stamm Wa-Arusha zurück.

## Verwaltungsgliederung
Die Region Arusha wird in sechs Distrikte untergliedert und beinhaltet sieben Wahlkreise (Councils):
| Distrikt   | Einwohner 2002 | Einwohner 2012 | Einwohner 2022 | Fläche km2 |
| ---------- | -------------- | -------------- | -------------- | ---------- |
| Arusha DC  | 251.856        | 323.198        | 449.518        | 1.239      |
| Arusha CC  | 313.004        | 415.442        | 617.631        | 267        |
| Karatu     | 177.951        | 230.166        | 280.454        | 3.207      |
| Monduli    | 102.966        | 158.929        | 227.585        | 6.993      |
| Meru       | 231.399        | 268.144        | 331.603        | 1.266      |
| Ngorongoro | 129.362        | 174.278        | 273.549        | 15.499     |
| Longido    | 81.550         | 123.153        | 175.915        | 7.885      |

## Bevölkerung
Im Jahr 2012 waren 42 Prozent der Bevölkerung der Region unter 15 Jahre alt und nur drei Prozent waren älter als 65, im Jahr 1988 waren noch 47 Prozent jünger als 15. Das Geschlechterverhältnis war 94 Männer pro 100 Frauen (Stand 2012).
Die meisten Bewohner sprechen Swahili, die Amtssprache Tansanias, und ihre eigene Stammessprache. Viele sprechen zusätzlich Englisch als Bildungs- und Verkehrssprache.
Die Massai sind ein einflussreicher Stamm der Region. Sie leben am Rande des Mount Meru, in Rwa, Mbulu, Iraqw, Temi, Mbugwe und weiteren kleineren Ortschaften.

## Einrichtungen und Dienstleistungen
- Bildung: Im Jahr 1996 gab es in der Region Arusha 608 Grundschulen und 50 weiterführende Schulen. Der Anteil der Bevölkerung, die lesen und schreiben konnte, stieg von 26 Prozent im Jahr 1967 auf 58 Prozent im Jahr 1988.[13]
- Gesundheit: In der Region gab es 72 Apotheken, drei öffentliche und 69 private und 32 Krankenhäuser (Stand 2012).[14]

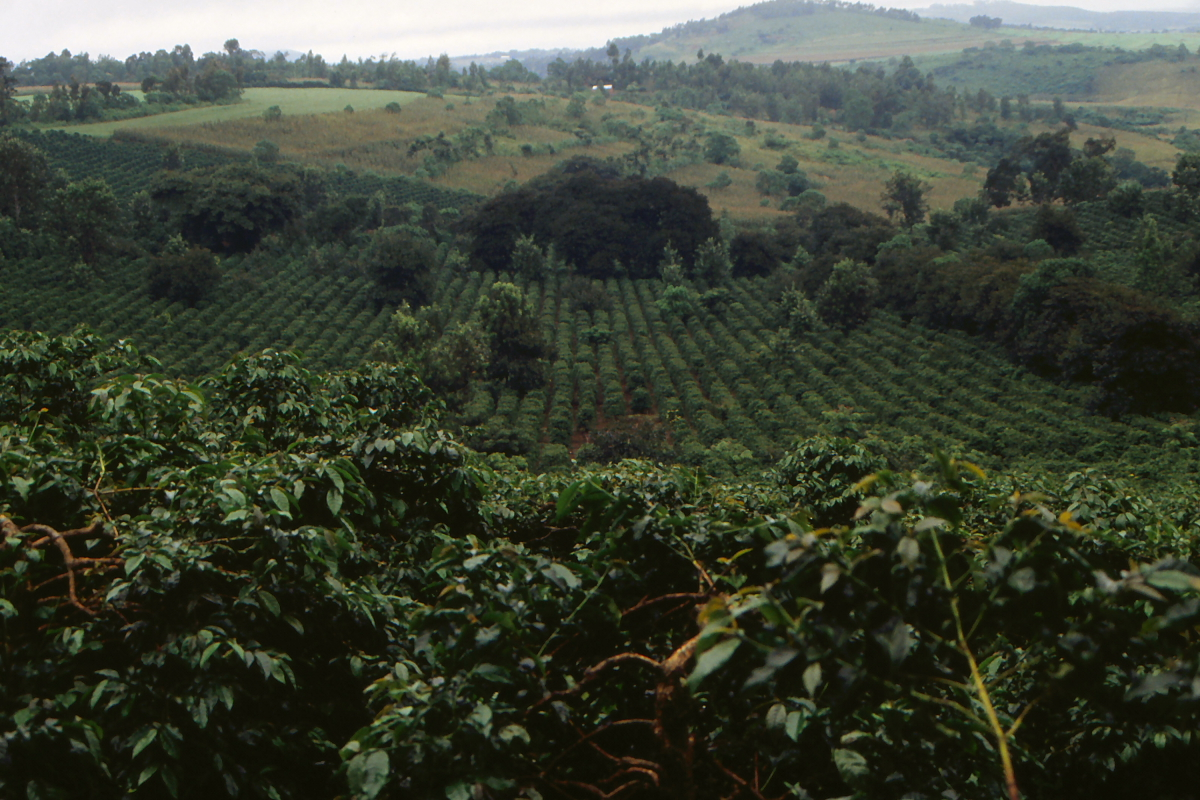
Kaffee-Plantage nahe Arusha

## Wirtschaft und Infrastruktur

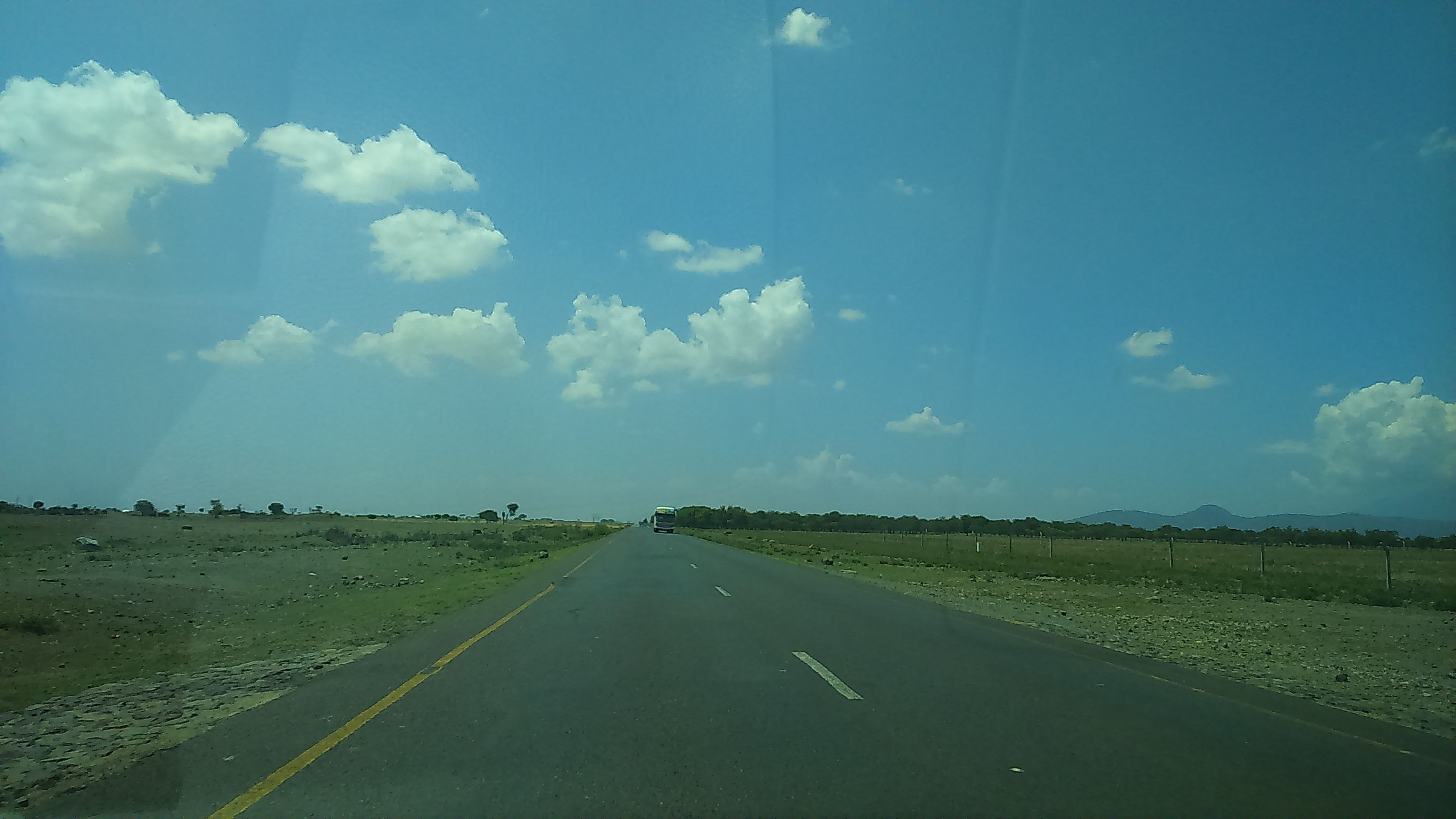
Straße von Kilimandscharo nach Arusha

| Von den über Zehn-Jährigen waren 57 Prozent beschäftigt, dreizehn Prozent im Haushalt tätig, 24 Prozent in Ausbildung und nur drei Prozent arbeitslos. Von den Beschäftigten arbeiteten 53 Prozent in der Landwirtschaft (Stand 2012). - Landwirtschaft: Sie ist die Hauptwirtschaftsaktivität der Region und trägt mehr als 45 Prozent zum regionalen BIP bei. Drei Viertel der Exporterlöse kommen aus der Landwirtschaft. Arusha ist ein wichtiges Kaffeeproduktionsgebiet, andere wichtige Kulturpflanzen sind Getreide, Gemüse, Baumwolle, Sisal und Sonnenblumenkerne. - Bergbau: Die wichtigsten Abbauprodukte sind Magnesit und Meerschaum. Es gibt auch Vorkommen von Salzen, Glimmer, Salpeter und Ocker. Eine Salzgewinnung in Salinen an den Natronseen Lake Eyasi und Lake Natron gab es bisher nur in geringem Umfang, überwiegend wurde Soda gewonnen. Ein industrieller Abbau ist wegen des Ramsar-Status vom Lake Natron umstritten. - Tourismus: Als Zentrum des Safari-Tourismus in Tansania ist die Region Arusha ein beliebtes Reiseziel. Im Jahr 2004 besuchten 250.000 Touristen die Ngorongoro Conservation Area im Westen der Region. Weitere Nationalparks der Region Arusha sind die Serengeti (ein Großteil liegt jedoch in der Region Mara), der Arusha-Nationalpark, der Tarangire-Nationalpark, der Lake Manyara National Park und das von der UNESCO zum Weltnaturerbe ernannte Kilimandscharo-Massiv. Im Great Rift Valley wurden in der Nähe der Ortschaft Engaruka Steinstrukturen gefunden, die mehrere tausende Jahre alt sind. | Hier fehlt eine Grafik, die leider im Moment aus technischen Gründen nicht angezeigt werden kann. Wir arbeiten daran! |

- Straßen: Nach Arusha führen drei befestigte Hauptverkehrsstraßen. Eine von Dodoma, eine von Daressalam und eine vom nördlichen Nachbarland Kenia. Eine vierte, teilweise unbefestigte Straße, führt nach Nordwesten zum Victoriasee. Von den 539 Kilometer Nationalstraßen sind 326 Kilometer asphaltiert (Stand 2018).[19][20]
- Eisenbahn: Die im Jahr 2007 eingestellte Tanga Bahnlinie wurde 2019 wieder eröffnet. Sie verbindet Arusha über Moshi mit dem Hafen Tanga in der Region Tanga.[21]

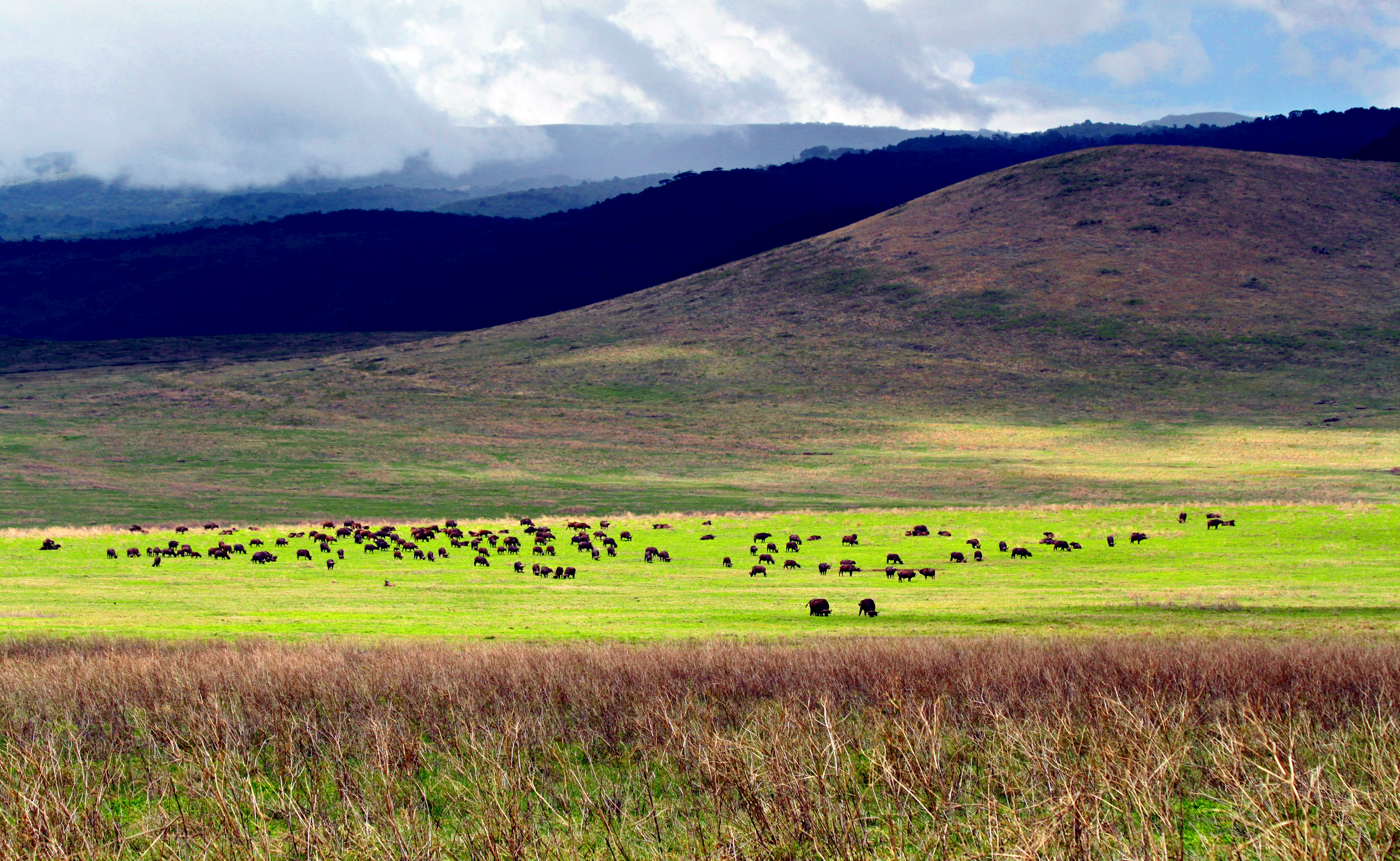
Im Ngorongoro-Krater

## Naturschutzgebiete, Sehenswürdigkeiten
- Ngorongoro-Naturschutzgebiet: Das 1979 zum UNESCO-Weltnaturerbe erklärte Gebiet des Kraters Ngorongoro ist die touristische Hauptattraktion der Region. Die seltenen Spitzmaulnashörner, Büffel, Elefanten, Löwen, verschiedene Arten von Antilopen, Zebras, Warzenschweine, Gnus und Schakale zählen zu den Bewohnern.[22]
- Lake-Manyara-Nationalpark: Die Region hat Anteil an diesem tierreichen Nationalpark.[23]
- Arusha-Nationalpark: Dieser kleine Park liegt 45 Autominuten von der Stadt Arusha entfernt rund um den Berg Mount Meru.[24]
- Olduvai-Schlucht: Archäologische Fundstätte von Frühmenschen.
- Laetoli: Fundstelle fossiler Fußspuren von Hominini.